# Хваліслав (Нижньосілезьке воєводство)
Хваліслав (пол. Chwalisław) — село в Польщі, у гміні Злотий Сток Зомбковицького повіту Нижньосілезького воєводства.
Населення — 230 осіб (2011).
У 1975-1998 роках село належало до Валбжиського воєводства.

## Демографія
Демографічна структура станом на 31 березня 2011 року:
|          | Загалом | Допрацездатний вік | Працездатний вік | Постпрацездатний вік |
| -------- | ------- | ------------------ | ---------------- | -------------------- |
| Чоловіки | 112     | 15                 | 86               | 11                   |
| Жінки    | 118     | 21                 | 62               | 35                   |
| Разом    | 230     | 36                 | 148              | 46                   |